# Chianti (région)
Pour les articles homonymes, voir Chianti.

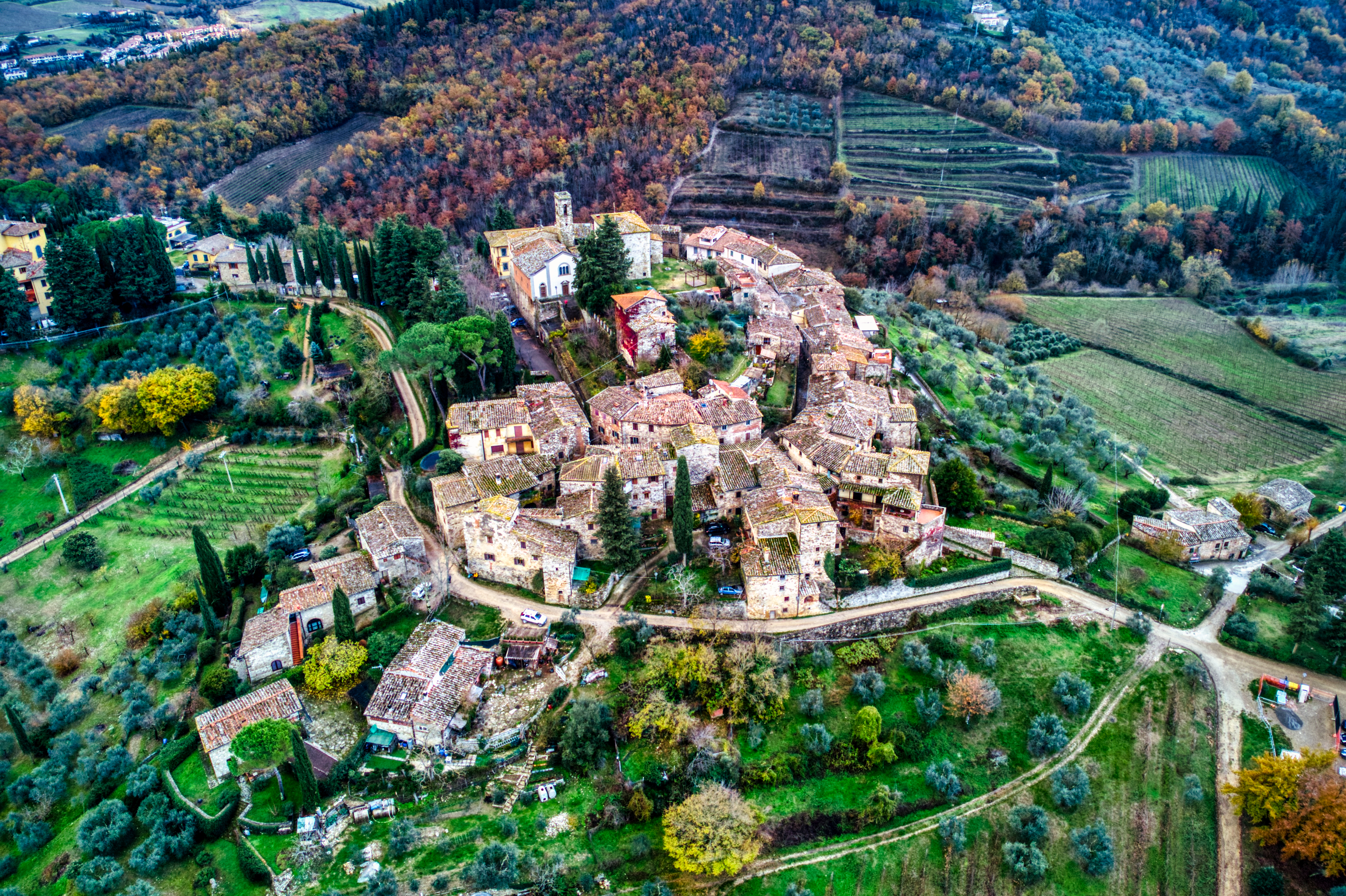
Montefioralle

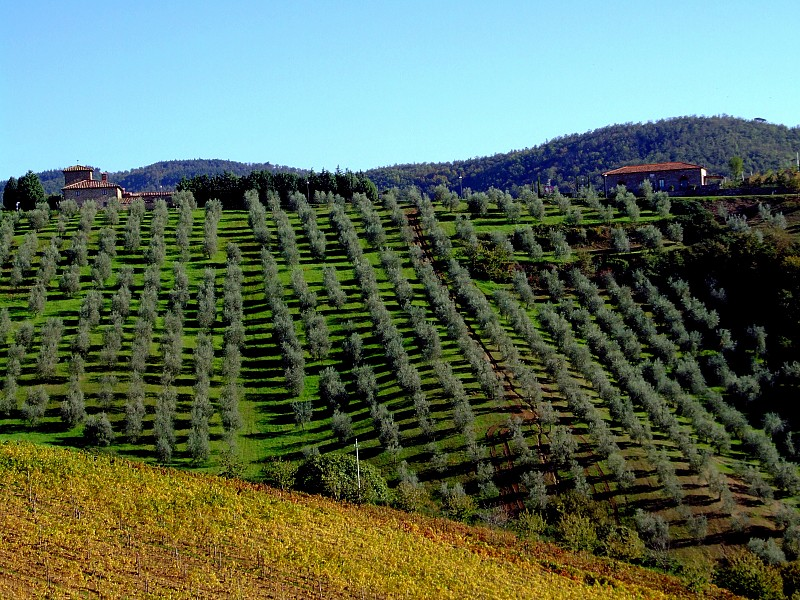
Oliveraies en octobre

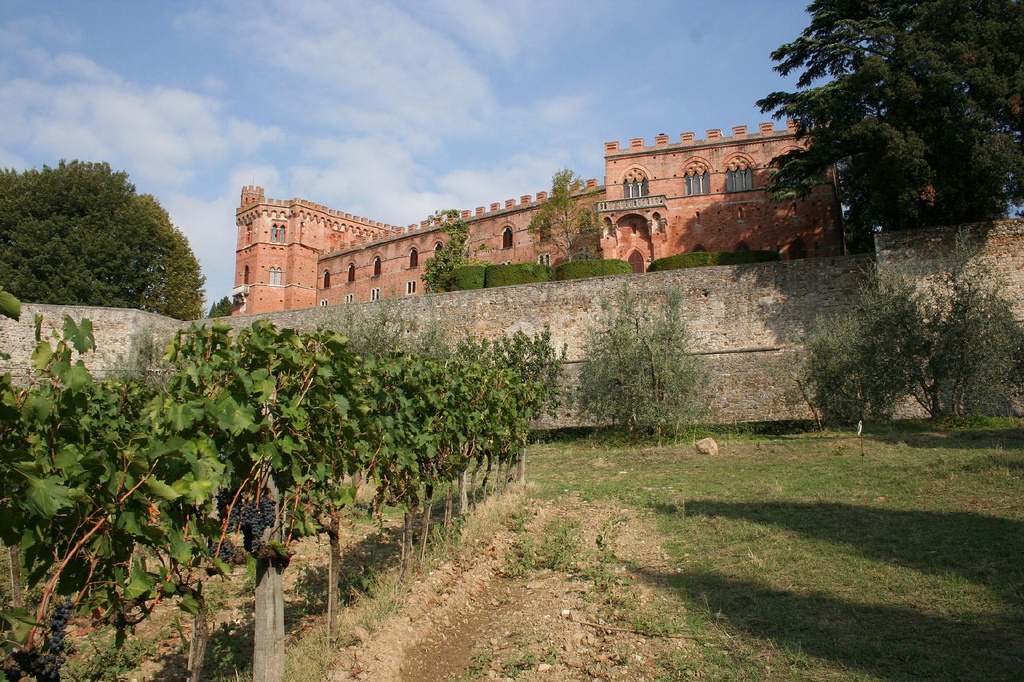
Gaiole in Chianti

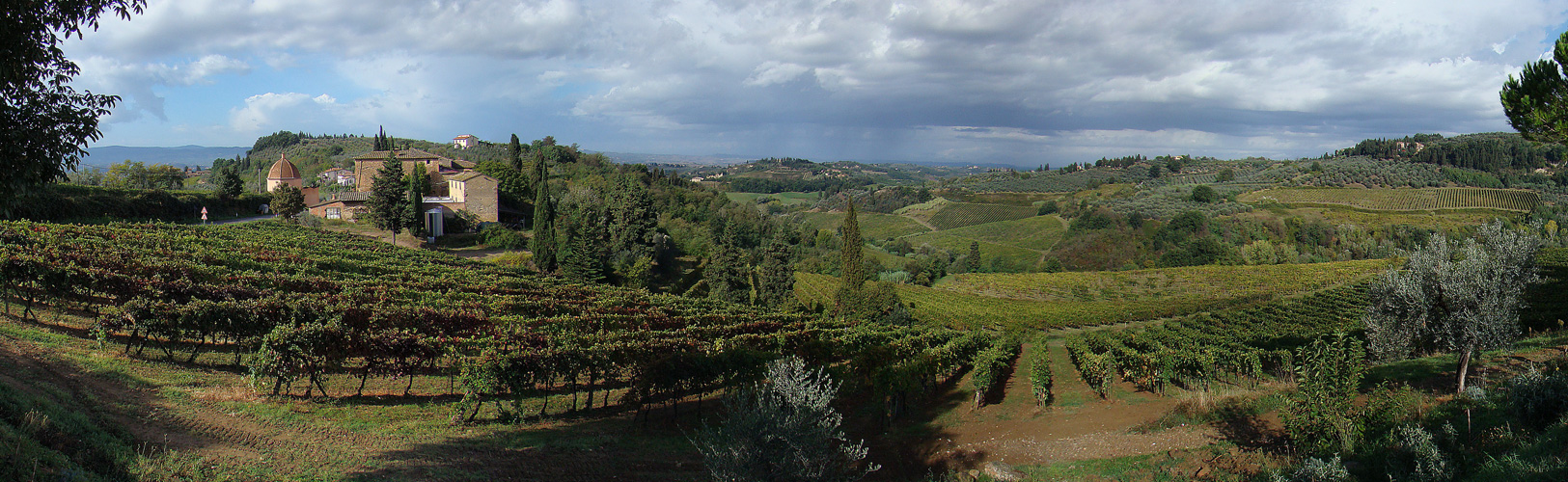
Vignobles près de Certaldo

Le Chianti ['kjan:ti] (I Monti del Chianti ou Colline del Chianti) est une région rurale de Toscane en Italie des provinces de Florence, Sienne et Arezzo, composée essentiellement de collines et de montagnes. Elle est connue mondialement par son vin.

## Histoire
Le territoire du Chianti était initialement celui limité, au XIIIe siècle, par les communes de Gaiole in Chianti, de  Radda in Chianti et de  Castellina in Chianti et avait défini ainsi la Ligue du Chianti (Lega di Chianti), visible sur la carte (zone hachurée de l'article sur le vin de Chianti).
Cosme III de Médicis, grand Duc de Toscane, a même décidé, en 1716, d'émettre un édit dans lequel il reconnaît officiellement les limites du district de Chianti, lequel fut ainsi le premier document légal du monde à définir une zone de production de vin.
Les bourgs du Chianti sont souvent caractérisés par des églises romanes ainsi que par des châteaux médiévaux fortifiés, signes des anciennes guerres entre Sienne et Florence ou comme Monteriggioni, bourg fortifié au nord de Sienne, sur l’antique Via Cassia qui conduit à Florence.
En 1932, la dénomination viticole a précisé les limites de production de chianti classico qui est un DOCG (appellation d'origine contrôlée régie par la réglementation italienne).

## Géographie
Outre les villes (déjà citées) à l'origine de cette  région, la ville de Greve in Chianti exprime radicalement son rattachement directement dans son nom ou comme Impruneta qui se réclame de l'appellation Impruneta in Chianti bien que ce ne soit pas une désignation officielle.

## Agriculture
Comme toutes les régions rurales de la Toscane, il n'y a pas de monoculture et se côtoient la vigne, les oliviers, les céréales et la pomme de terre.

### Sylviculture
Dans les collines basses, on trouve  l'exploitation des bois de chênes, sur les monts plus élevés celles des châtaigniers et des chênes verts.

### Viticulture
La dénomination du vin de chianti concerne une région strictement localisée sur les provinces de Florence, de Sienne, d'Arezzo, de Pistoia, de Pise et de Prato.

## Villes de la région possédant la référence explicite dans leur nom
- Greve in Chianti et ses hameaux : Panzano in Chianti, San Polo in Chianti
- Radda in Chianti
- Gaiole in Chianti
- Castellina in Chianti

## Littérature
Le Chianti est le décor du roman L'Aube du second souffle d'Alexandre Baudry ; un roman historique qui conte le destin d'un jeune vigneron de la vallée en pleine Seconde Guerre mondiale.